# Großsteingrab Wachtum
Das Großsteingrab Wachtum ist eine Grabanlage der jungsteinzeitlichen Trichterbecherkultur in Wachtum, einem Ortsteil der Gemeinde Löningen im Landkreis Cloppenburg in Niedersachsen. Es trägt die Sprockhoff-Nummer 870.

## Lage
Das Grab befindet sich außerhalb von Wachtum, etwa 750 Meter südwestlich der Kirche in einem kleinen Waldstück östlich der Vinner Straße. 

## Beschreibung
Die Grabkammer ist ostwestlich orientiert und liegt inmitten eines runden Hügels in einer ovalen Vertiefung. Es sind lediglich noch vier Steine vorhanden. Bei drei von ihnen handelt es sich gemäß Sprockhoff um den abschließenden Wandstein der westlichen Schmalseite, einen daran angrenzenden Wandstein der südlichen Langseite sowie um einen Deckstein.